# 닐 로버트슨

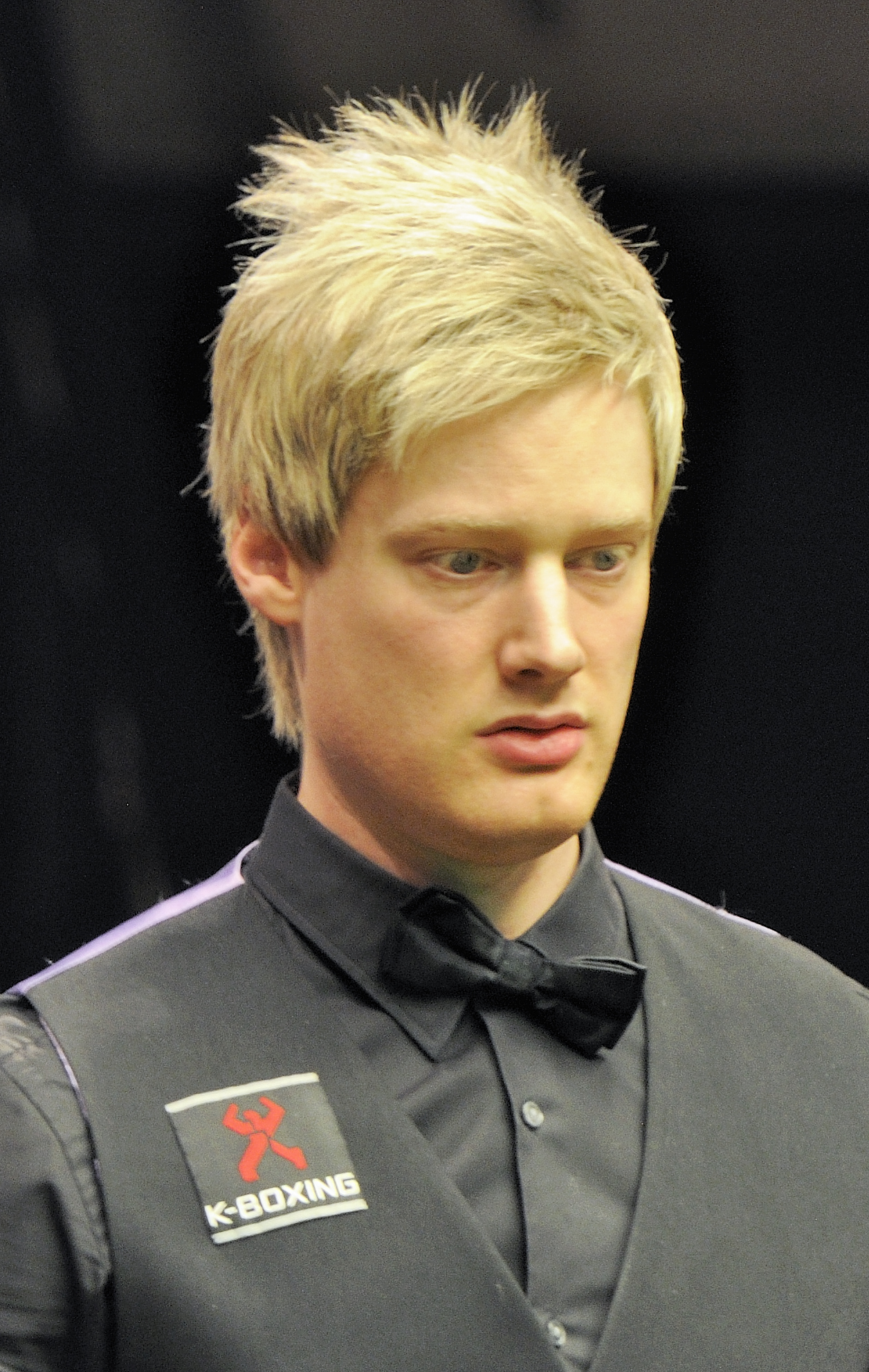
닐 로버트슨

닐 로버트슨(영어: Neil Robertson, 1982년 2월 11일 ~ )은 오스트레일리아의 스누커 선수이다.